# 미로스와프 즈워트코프스키
미로스와브 즈워트코프스키(폴란드어: Mirosław Złotkowski, 1956년 폴란드 비아위스토크 - 2006년 3월 24일 뉴질랜드 크라이스트처치)는 폴란드 레슬링 선수로 폴란드에서뿐만 아니라 뉴질랜드 대표 선수로도 활약한 바 있다. 그는 2006년 3월 24일 뉴질랜드 크라이스트처치에서 사망했다.
그는 폴란드에서 촉망받는 젊은 레슬링 선수였고, 1970년 중-후반 폴란드의 MZKS 에레니 아구라 클럽 소속으로 활동했다. 그는 폴란드 국내 토너 먼트에서 상위 3위를 차지했으며 1980년 올림픽 트레이닝 멤버이기도 했다. 그러나 개인적인 사정으로 그는 잠시 스포츠계를 은퇴하기로 결정했다.
그 후 그는 뉴질랜드로 이주하여 1991년 브르느와 YMCA 과 뉴질랜드 크라이스트처치 크리크톤 코버스 클럽 소속으로 레스링 생활을 다시 시작했다. 그는 거기서 스티브 야보르에게 훈련을 받았다.
그 후 미로스와프 즈워트코프스키는 1991년 7월 뉴질랜드 레슬링 챔피언쉽에서 우승했고 1991년 10월 더니딘에서 열린 커먼웰스 레슬링 챔피언에서 100-130킬로급 동메달을 따기도 했고 1992년에 개최된 내셔널 타우랑가 하이랜드 게임에서 우승하기도 했다.
레슬링 생활을 은퇴한 후 그는 2006년 3월 24일 간암으로 사망했다.